# 摩納哥國際大學
摩納哥國際大學（英語：International University of Monaco, IUM）是摩納哥境內一所私立大學，原名南歐洲大學，成立於1986年，以英文授課。該校提供學士及碩士學位，以商科為專科，包括金融學，奢侈品學，市場學，運動商業管理學，國際管理學。
該校的全日制MBA於2021經濟學人的"WHICH MBA?"排名位居33名，相較去年上升了38位。